# Szélessávú vízisikló

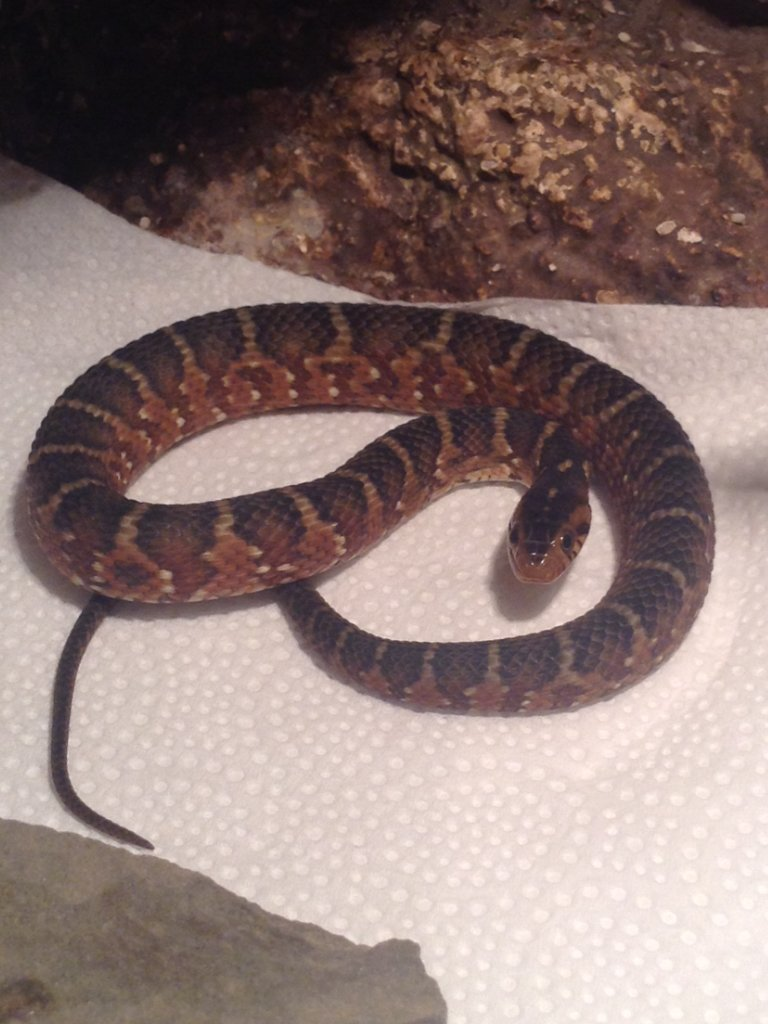
fogságban született fiatal nőstény

A szeléssávú vízisikló vagy sávos vízisikló (Neorida fasciata) a hüllők (Reptilia) osztályának kígyók (Serpentes) alrendjébe és a siklófélék (Colubridae) családjába tartozó faj.

## Előfordulása
Észak-Amerikában honosak, Texas keleti részétől, Louisiana, Mississippi, Délkeleten-Oklahomán át Illinois déli részéig. Természetes élőhelyei a mocsarak és lápok, álló és folyó vizek környéke.

## Alfajai
- Nerodia fasciata confluens (Blanchard, 1923)
- Nerodia fasciata fasciata (Linnaeus, 1766)
- Nerodia fasciata pictiventris (Cope, 1895)

## Megjelenése
Testhosszuk a nemtől függően változik a hímek 51-100 centiméter, a nőstények 71–120 centiméter. Robusztus testalkatú masszív sikló. A kifejlett állatok feje testükhöz képest nagy, veszély esetén állkapcsuk kifeszítésével a viperafélékre jellemző háromszög alakúvá válik. A szájnyílást megnagyobbodott, többnyire világos pikkelyek keretezik. Pupillájuk kerek, mely nappali életmódra utal.
Színe, alfajokon belül, egyedenként is változó, a szinte feketétől, a barnán át, a rozsda vörös egyedekig számtalan színváltozat megtalálható. Amint neve is mutatja, testét sötétebb, világosabb sávok díszítik melyeket gyakran apró fehér pettyek választanak el egymástól.

## Életmódja
Ha megzavarják őket, a vadon élő állatok viperaféléket utánozva agresszíven védekeznek. Táplálkozása  vizes élőhelyhez kötött. Táplálékát többnyire halak alkotják, de elfogyasztja a békákat, gyíkokat vízi madarak fiókáit, rágcsálókat is. Mint a legtöbb siklóféle, mérget nem termel és teste a préda megfojtására sem alkalmas, így azt eleven falja fel.

## Szaporodása
A szaporodási időszakuk a tavaszi hónapokra esik ez területenként eltérhet,  mely után a nőstény  nyár végén, elevenen hozza világra 25-30 kicsinyét.

## Terráriumi tartása
Könnyen kezelhető terráriumi hüllő. Falánk és élénk nappali állat, mely készséggel elfogadja a fagyasztott (etetés előtt kiolvasztott!) halat (itt azonban figyeljünk rá, nehogy tengeri hallal etessük), vagy bármely díszállat kereskedésben kapható édesvízi díszhalat. A terrárium méretei: a terrárium hossza minimum az állat teljes hossza, szélessége és magassága pedig ennek fele legyen. Az ideális elrendezés 70-30%-ban szárazföld és víz, de fontos, hogy megfelelő méretű szilárd terület álljon a kígyó rendelkezésére mivel idejének nagy részét nem a vízben tölti. Egy nagyobb itatótál kielégítő lehet. A terrárium hőmérséklete napközben 23-28 Celsius-fok legyen mely éjszak 18 Celsius-fokig hűlhet. Ennél hidegebb környezet káros hatással lehet a kígyó emésztési folyamataira.
A terráriumban mindenképp kell hogy legyen búvó, illetve napozó hely, utóbbit egy 60-100 wattos égővel biztosíthatjuk, azonban vigyázzunk, ha kígyó eléri az izzót könnyedén megégetheti magát.
Arra is ügyelnünk kell, hogy a terrárium talaja ne legyen apró szemcsés, használjunk fenyőkérget vagy nagyobb kavicsokat esetleg papírtörlőt (higiéniai szempontokból ez a legcélszerűbb, ez azonban ne legyen illatosított vagy színezett), fontos hogy a talaj ne legyen állandóan nedves illetve, hogy ne legyen a terráriumban magas a páratartalom, ugyanis ezek könnyedén bőrbetegségekhez vezethetnek.
A fogságban született állatokat könnyű kézhez szoktatni, ha kiskoruktól kezdve foglalkozunk velük. Egy elhanyagolt felnőtt állat harapása kellemetlen lehet, ugyan mérget nem termelnek de nyáluk véralvadás gátlót tartalmaz így az apró sebek méretükhöz képest sokáig vérezhetnek.